# Merderet
Ne doit pas être confondu avec le Merderet, cours d'eau du bassin du Forez dans le département de la Loire.
Le Merderet est une rivière française du nord Cotentin, situé dans le département de la Manche, en région Normandie et un affluent du fleuve côtier la Douve.
Il a été le théâtre de nombreux combats entre les troupes américaines et allemandes à partir du 6 juin 1944, pendant la Seconde Guerre mondiale.

## Hydronymie
Hydronyme de signification limpide, la rivière s'appelait peut-être auparavant Uldra, nom encore attesté au Moyen Âge. Homonymie avec le Merdereau.

## Géographie
La rivière prend sa source près du lieu-dit la Croix de Pierre et du bourg de Tamerville, près de la limite avec Valognes. Elle se déverse dans le fleuve côtier la Douve.

### Communes traversées
Le Merderet traverse ou borde les communes suivantes : 
- Tamerville (source), Valognes, Huberville, Yvetot-Bocage, Lieusaint, Morville, Colomby, Flottemanville, Urville, Hémevez, Le Ham, Orglandes, Gourbesville, Fresville, Amfreville, Neuville-au-Plain, Sainte-Mère-Église, Picauville, Chef-du-Pont, Beuzeville-la-Bastille (confluent), Carquebut (confluent)

### Bassin versant
Le bassin versant du Merderet est voisin du bassin direct de la Douve à l'ouest et de son affluent la Gloire au nord-ouest, de la Sinope au nord-est et de plus petits fleuves côtiers à l'est. La confluence avec la Douve est au sud du bassin.

### Organisme gestionnaire
L'organisme gestionnaire est le syndicat intercommunal d'aménagement de le Douve, sis à Négreville, créé le 16 mai 1989,.

## Affluents
Ses principaux affluents l'alimentent par sa rive gauche mais ne dépassent pas les 10 km, longueur juste atteinte par le plus long, le ruisseau de Coisel qui conflue entre Écausseville et Fresville. Deux autres affluents, la Sinope (homonyme du fleuve côtier, entre Hémevez et Le Ham) et le Brocq (entre Fresville et Neuville-au-Plain) dépassent 7 km.

### Rang de Strahler
Le rang de Strahler du Merderet est de quatre par le ruisseau de Coisel.

## Hydrologie
Son régime hydrologique est dit pluvial océanique.

## Voie navigable
La dépression du seuil du Cotentin et la convergence des rivières dans les marais de Gorges et de Carentan, dont le Merderet, offraient des conditions de circulation fluviales avantageuses. C'est ainsi que la bonne pierre calcaire d'Yvetot-Bocage, près de Valognes, a pu être utilisé à Saint-Sauveur-le-Vicomte, Périers, Marchésieux, Appeville, ainsi que dans toutes les églises du Plain.

## Le Merderet dans la fiction

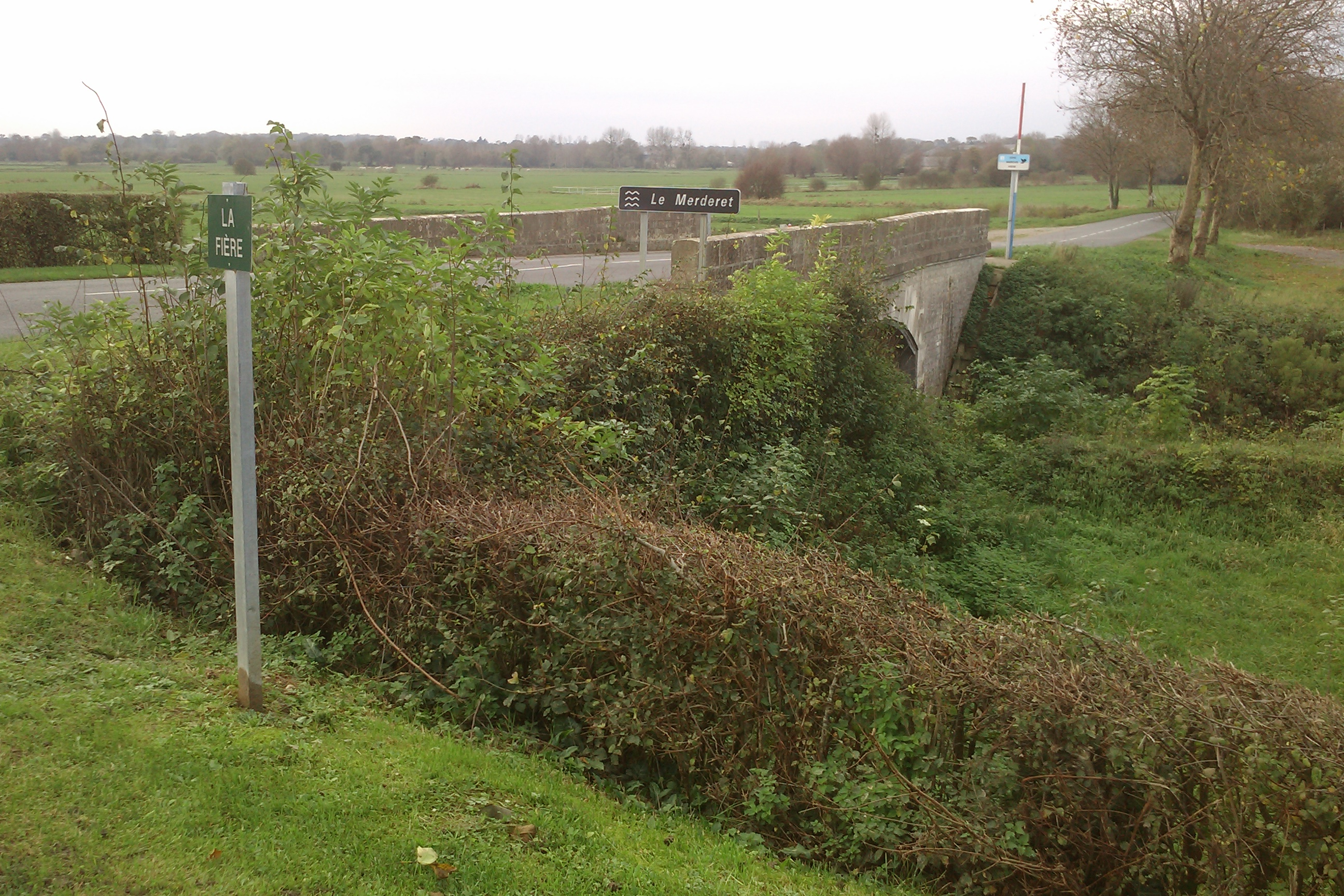
Pont du merderet du manoir de la Fière.

Dans le film de Steven Spielberg Il faut sauver le soldat Ryan, le personnage joué par l’acteur Tom Hanks fait référence à la rivière à plusieurs reprises. Il parle en effet de deux ponts sur le Merderet, l’un à Valognes (celui de la voie de chemin de fer) et l’autre proche de Périers (un panneau routier dans les rues du village indique « Périers 7 km ») où se trouverait le soldat Ryan.